# Misty Rain

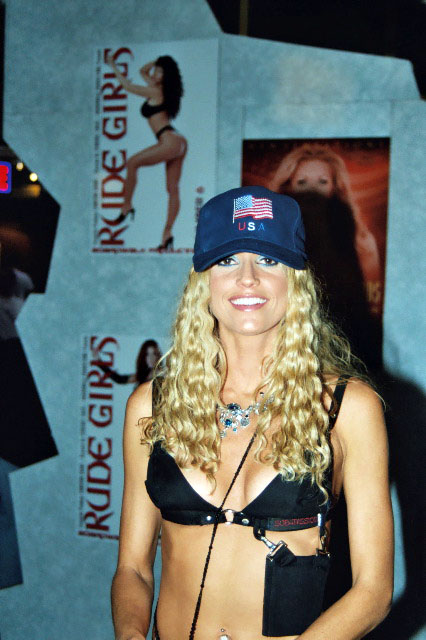
Misty Rain, 2010

Misty Rain (* 10. August 1969 in Long Beach, Kalifornien) ist der Künstlername einer US-amerikanischen Pornodarstellerin.
Misty Rain begann ihre Karriere 1992. 1997 unterschrieb sie einen Vertrag mit Metro Pictures, um in zwölf Featurefilmen zu erscheinen und als Regisseurin und Hauptdarstellerin in ihrer eigenen Serie Misty Cam zu fungieren. Misty Rain erläuterte, als sie den Vertrag unterzeichnete, dass sie Hauptdarstellerin in hochwertigeren Produktionen sein wollte, in den sie ihren schauspielerischen Fähigkeiten zeigen konnte, derartige Rollen waren ihr zuvor nicht angeboten worden. Im Jahr 2000 arbeitete sie für New Sensations an einer Serie, die Worldwide Sex hieß.
Sie ist bekannt für ihre Darstellungen in Lesben-Szenen. Misty Rain ist Mitglied in der AVN Hall of Fame.

## Auszeichnungen
- 1994: XRCO Award Starlet of the Year[3]
- 1994: XRCO Award Best Girl-Girl Scene
- 1995: XRCO Award Best Girl-Girl Scene
- 1995: AVN Award Best Group Sex Scene – Film (Sex) zusammen mit Debi Diamond, Diva & Gerry Pike
- 1995: AVN Award Best All Girl Sex Scene – Film (The Dinner Party) zusammen mit Celeste, Debi Diamond
- 1996: AVN Award Best All Girl Sex Scene – Film (Fantasy Chamber) zusammen mit Felecia, Jenteal
- 1996: AVN Award Best All Girl Sex Scene – Video (Takin’ It to the Limit 6) zusammen mit Traci Allen, Careena Collins, Felecia, Jill Kelly
- 1997: AVN Award Best All Girl Sex Scene – Video (Buttslammers the 13th) zusammen mit Missy, Caressa Savage
- Mitglied der AVN Hall of Fame